# Municipio de Center (Dakota del Norte)
El municipio de Center (en inglés: Center Township) es un municipio ubicado en el condado de Richland en el estado estadounidense de Dakota del Norte. En el año 2010 tenía una población de 465 habitantes y una densidad poblacional de 4,04 personas por km².

## Geografía
El municipio de Center se encuentra ubicado en las coordenadas 46°14′13″N 96°40′58″O / 46.23694, -96.68278. Según la Oficina del Censo de los Estados Unidos, el municipio tiene una superficie total de 115.04 km², de la cual 115,04 km² corresponden a tierra firme y (0 %) 0 km² es agua.

## Demografía
Según el censo de 2010, había 465 personas residiendo en el municipio de Center. La densidad de población era de 4,04 hab./km². De los 465 habitantes, el municipio de Center estaba compuesto por el 98,71 % blancos, el 0,22 % eran afroamericanos, el 0,22 % eran amerindios, el 0,43 % eran asiáticos, el 0,43 % eran de otras razas. Del total de la población el 0,86 % eran hispanos o latinos de cualquier raza.